# Иван Хайдарлиев
Иван Минчев Хайдарлиев (1 август 1957 г. – 13 август 2017 г.) е бивш български футболист, защитник. По-голямата част от кариерата му преминава в Славия (София). За клуба изиграва 264 мача и бележи 3 гола в А група в периода от 1978 г. до 1989 г.

## Биография
Родом от Добрич, Хайдарлиев започва кариерата си в „Добруджански спортист“ от село Стефан Караджа. Той естественно бързо хваща окото на представителите на местния голям клуб Добруджа от тогавашния Толбухин и на 18-годишна възраст е привлечен в мъжкия състав, като за 3 сезона изиграва 56 мача в Северната Б група.
На 21 години Хайдарлиев преминава в Славия (София) през 1978 г. Остава в клуба общо 11 сезона. Носител на купата на страната през 1979/80. През същия сезон с отбора е вицешампион в А група, а през 1982 г. и 1986 г. е бронзов медалист. Балкански клубен шампион през 1986 и 1988 г. В А група има 264 мача за Славия и 3 гола.
През лятото на 1989 г. Хайдарлиев напуска Славия и преминава в шведския Торсби ИФ. Година по-късно се завръща в България и облича екипа на втородивизионния Академик (Свищов), където слага край на състезателната си кариера. Впоследствие дълго време работи като треньор в школата на Славия. Умира на 60-годишна възраст на 13 август 2017 г.

## Успехи
Славия (София)
- А група:
  -  Вицешампион: 1979/80
  -  Бронзов медалист (2): 1981/82, 1985/86

- Национална купа:
  -  Носител (1): 1979/80

- Балканска купа:
  -  Носител (2): 1986, 1988